# Юнацький чемпіонат Європи з футболу (U-17) 2005
Чемпіонат Європи з футболу серед юнаків віком до 17 років 2005 року — четвертий розіграш турніру (після зміни назви), який пройшов в Італії з 3 по 14 травня 2005 року. Переможцем вперше у своїй історії стала збірна Туреччини, яка у фіналі з рахунком 2:0 перемогла збірну Нідердандів.

## Кваліфікація
Докладніше:
- Юнацький чемпіонат Європи з футболу (U-17) 2005 (кваліфікаційний раунд)
- Юнацький чемпіонат Європи з футболу (U-17) 2005 (елітний раунд)

## Груповий раунд

### Група A
| Збірна    | І | В | Н | П | ГЗ | ГП | РГ | О |
| --------- | - | - | - | - | -- | -- | -- | - |
| Італія    | 3 | 2 | 0 | 1 | 2  | 1  | +1 | 6 |
| Туреччина | 3 | 2 | 0 | 1 | 8  | 4  | +4 | 6 |
| Англія    | 3 | 1 | 0 | 2 | 6  | 4  | +2 | 3 |
| Білорусь  | 3 | 1 | 0 | 2 | 2  | 9  | −7 | 3 |

| 3 травня 2005 16:00 CET |

| Білорусь | 0:4      | Англія                                       |
| -------- | -------- | -------------------------------------------- |
|          | Протокол | Вестон 19' Ефрейм 44', 55' Гарнер 69' (пен.) |

| Стадіо Ліберо Масіні, Санта-Кроче-сулл-Арно Глядачів: 300 Арбітр: Йоуні Гієтала |

| 3 травня 2005 19:00 CET |

| Італія       | 1:0      | Туреччина |
| ------------ | -------- | --------- |
| Руссотто 50' | Протокол |           |

| Стадіо Етторе Маннуччі, Понтедера Глядачів: 1 700 Арбітр: Крістіан Балай |

| 5 травня 2005 16:00 CET |

| Італія | 0:1      | Білорусь   |
| ------ | -------- | ---------- |
|        | Протокол | Кислий 57' |

| Стадіо Освальдо Мартіні, Кастельфранко-ді-Сотто Глядачів: 400 Арбітр: Павел Олсяк |

| 5 травня 2005 16:00 CET |

| Туреччина               | 3:2      | Англія          |
| ----------------------- | -------- | --------------- |
| Кезе 21', 32' Шахін 71' | Протокол | Гарнер 41', 60' |

| Стадіо Етторе Маннуччі, Понтедера Глядачів: 400 Арбітр: Павел Краловець |

| 8 травня 2005 17:15 CET |

| Англія | 0:1      | Італія              |
| ------ | -------- | ------------------- |
|        | Протокол | Руссотто 35' (пен.) |

| Стадіо Сімоне Редіні, Кашина Глядачів: 1 700 Арбітр: Бернардіно Гонсалес Васкес |

| 8 травня 2005 17:15 CET |

| Туреччина                                  | 5:1      | Білорусь    |
| ------------------------------------------ | -------- | ----------- |
| Кезе 38' (пен.), 44', 66' Д.Їлмаз 67', 69' | Протокол | Сіваков 50' |

| Стадіо Освальдо Мартіні, Кастельфранко-ді-Сотто Глядачів: 300 Арбітр: Свейн Оддвар Муен |

### Група B
| Збірна     | І | В | Н | П | ГЗ | ГП | РГ | О |
| ---------- | - | - | - | - | -- | -- | -- | - |
| Хорватія   | 3 | 2 | 1 | 0 | 11 | 6  | +5 | 7 |
| Нідерланди | 3 | 1 | 2 | 0 | 4  | 3  | +1 | 5 |
| Швейцарія  | 3 | 1 | 1 | 1 | 5  | 5  | 0  | 4 |
| Ізраїль    | 3 | 0 | 0 | 3 | 3  | 9  | −6 | 0 |

| 3 травня 2005 16:00 CET |

| Ізраїль | 0:3      | Швейцарія                       |
| ------- | -------- | ------------------------------- |
|         | Протокол | Галімі 13' Гаші 42' Ракитич 48' |

| Стадіо Сімоне Редіні, Кашина Глядачів: 350 Арбітр: Павел Краловець |

| 3 травня 2005 17:00 CET |

| Хорватія                      | 2:2      | Нідерланди                    |
| ----------------------------- | -------- | ----------------------------- |
| Калинич 29' Бачелич-Гргич 67' | Протокол | Ворторен 81' ван дер Лаан 84' |

| Стадіо Джованні Буй, Сан-Джуліано-Терме Глядачів: 700 Арбітр: Бернардіно Гонсалес Васкес |

| 5 травня 2005 16:00 CET |

| Швейцарія | 0:0      | Нідерланди |
| --------- | -------- | ---------- |
|           | Протокол |            |

| Стадіо Джованні Буй, Сан-Джуліано-Терме Глядачів: 750 Арбітр: Свейн Оддвар Муен |

| 5 травня 2005 18:30 CET |

| Ізраїль                  | 2:4      | Хорватія                                 |
| ------------------------ | -------- | ---------------------------------------- |
| Каял 40' Бар Бузагло 47' | Протокол | Видович 42', 69' Тобі 67' (аг) Радош 79' |

| Місцевий стадіон, Санта-Марія-а-Монте Глядачів: 550 Арбітр: Йоуні Гієтала |

| 8 травня 2005 15:00 CET |

| Нідерланди               | 2:1      | Ізраїль    |
| ------------------------ | -------- | ---------- |
| Сарпонг 37' Бісесвар 65' | Протокол | Снаппір 7' |

| Місцевий стадіон, Санта-Марія-а-Монте Глядачів: 600 Арбітр: Павел Олсяк |

| 8 травня 2005 15:00 CET |

| Швейцарія                  | 2:5      | Хорватія                                                            |
| -------------------------- | -------- | ------------------------------------------------------------------- |
| Галімі 28' Ловрен 60' (аг) | Протокол | Калинич 50', 77' (пен.) Мехмедагич 53' Видович 68' Стаублі 79' (аг) |

| Стадіо Ліберо Масіні, Санта-Кроче-сулл-Арно Глядачів: 400 Арбітр: Крістіан Балай |

## Плей-оф

### Півфінали
| 11 травня 2005 20:00 CET |

| Італія | 0:1      | Нідерланди  |
| ------ | -------- | ----------- |
|        | Протокол | Заалман 27' |

| Стадіо Етторе Маннуччі, Понтедера Глядачів: 1 700 Арбітр: Крістіан Балай |

| 11 травня 2005 16:30 CET |

| Хорватія  | 1:3      | Туреччина                  |
| --------- | -------- | -------------------------- |
| Радош 69' | Протокол | Езджан 26', 61' Дуруер 73' |

| Стадіо Сімоне Редіні, Кашина Глядачів: 1 005 Арбітр: Павел Олсяк |

### Матч за 3-тє місце
| 14 травня 2005 15:00 CET |

| Італія                             | 2:1 дч   | Хорватія    |
| ---------------------------------- | -------- | ----------- |
| Де Сільвестрі 59' Ді Дженнаро 102' | Протокол | Калинич 60' |

| Стадіо Ліберо Масіні, Санта-Кроче-сулл-Арно Глядачів: 800 Арбітр: Павел Краловець |

### Фінал
| 14 травня 2005 19:00 CET |

| Нідерланди | 0:2      | Туреччина            |
| ---------- | -------- | -------------------- |
|            | Протокол | Д.Їлмаз 46' Кезе 51' |

| Стадіо Етторе Маннуччі, Понтедера Глядачів: 1 500 Арбітр: Бернардіно Гонсалес Васкес |